# Ђерђ Клапка
Ђерђ (Мориц) Клапка (Темишвар, 7. април 1820 – Будимпешта, 17. мај 1892) био је мађарски генерал и политичар. Он је био један од најзначајнијих мађарских генерала у Мађарском рату за независност 1848–1849, политичар, посланик у мађарском парламенту и заменик министра рата.

## Младост
Клапка је рођен у Темешвару, Краљевина Мађарска, 7. априла 1820. године у римокатоличкој породици моравског порекла која говори немачки. Његови преци су се тамо доселили из Моравске за време владавине Јосифа II (1780-1790), када је његов деда основао војне апотеке током Аустро-турског рата 1787-1791. У наредним деценијама престиж породице је порастао, а отац Ђерђа Клапке, Јожеф Клапка, постао је градоначелник Темешвара на скоро 15 година, бивајући два пута биран за посланика у мађарској скупштини, а касније му је краљ доделио статус племића. Његова мајка је била Јулија Керер.
Имао је петоро браће и сестара. Рано је остао без мајке. Као дете, присећа се, највише сам уживао да гледам војне церемоније, где сам се дивио униформама мађарских генерала. Упркос свом моравском пореклу, Клапка је себе сматрао Мађаром. Рано школовање стекао је у римокатоличким средњим школама у Кечкемету и Сегедину. Матерњи језик му је био немачки, латински је учио у школи, па мађарски у Кечкемету. Његови родитељи су желели да га учине свештеником, али га је привукла каријера војног официра. Након што је завршио војну школу у Карансебесу, придружио се царско-краљевској војсци 1837.
Тек што сам обукао униформу, преда мном је прочитана заклетва коју сам требао да положим. Чим сам изговорио те речи, стисло ми се недра, јер сам осетио да од сада више нисам слободан човек, већ роб: да више не владам својом вољом, већ вољом других. Али ови окови су били по мојој слободној вољи, и такви окови се морају носити, и тако сам их подносио са стрпљењем. Врло брзо сам се навикао на строгу гвоздену дисциплину свог положаја, увидео неопходност и прилагодио се томе писао је у својим мемоарима о почетку своје војне каријере. Служио је као питомац у 2. артиљеријском пуку у Бечу, затим у Бомбардијерском корпусу.
У пролеће 1842. године, након што је потврђено мађарско племство његове породице, на предлог Себе Вуковића, ангажован је у угарске племићке краљевске телохранитеље (Магиар киралии немеси тесторсег), као делегат Темешке жупаније, каријеру је наставио у Бечкој гарди, где се спријатељио са Артуром Горгејем. Из Беча је пребачен у Панчево, у 12. гранични пешадијски пук немачко-банатске граничара. Био је овде када је пензионисан из војске 1847. године у чину артиљеријског потпоручника. Овде је послат као поручник у дивизију граничног региона, али се убрзо разоружао. Године 1847. мислио је да оде у северну Индију, у Лахор и да постане официр у војсци једног од индијских принчева, али је чувши вест о револуцији у Француској 1848. одлучио да остане у Мађарској.

## Његова војна каријера у Мађарском рату за независност

### Пре него што је постао генерал
После победе 15. марта Мађарске револуције 1848. године, Клапка се пријавио као добровољац у мађарску војску и био је регрутован за капетана. У мају 1848. именован је од стране Батјанијеве владе са два мађарска официра да оде у Колошвар и у Зекељску земљу да сазна да ли Трансилванија жели да се поново уједини са Мађарском, и да измери колико би из секељских граничних јединица могло да буде послато у Мађарску. 13. јуна постављен је за капетана 16. мађарског батаљона у Веспрему. Од августа се укључио у мађарске војне операције у Бачкој (Јужна Мађарска) против српских устаника.
Дана 25. септембра послат је за привременог директора тврђаве Комаром, зване Гибралтар на Дунаву. За то време спречио је Вилхелма Мерца, надзорника тврђаве, да је преда у руке Хабзбурговаца, и одиграо је улогу у присиљавању Мерца и официра лојалних Хабзбурговцима да напусте Комаром, обезбеђујући ово веома важно упориште за Мађарску. Од 16. октобра Клапка је надгледао и радове на утврђивању из Позоња. За то време, као командант концентрисане мађарске националне гарде концентрисане у Нађизомбату, учествовао је у војним операцијама против аустријских трупа које је предводио Балтазар фон Шимуних које су из Моравске провалиле у Мађарску.
Дана 13. новембра именован је за начелника генералштаба Бансашког армијског корпуса и заједно са генералом Анталом Ветером разрадио је план за разбијање српске побуне, али је овај план пропао због слабог извршења од стране главног команданта војних операција. : генерал Ерно Кисс. Крајем децембра 1848. радио је у генералштабном одсеку угарског Министарства одбране.
Када су у децембру 1848. године главне аустријске царске трупе предвођене фелдмаршалом Алфредом I, принцом од Виндиш-Граца, напале Мађарску, он је постављен за мајора у мађарској војсци, а 9. јануара 1849. је унапређен за пуковника. Заједно са својим начелником Анталом Ветером разрадио је план повлачења главних мађарских трупа иза реке Тисе и постао командант Горњотиског корпуса (Felső-tiszai hadtest).
Клапка је учествовао током 26-27. фебруара у бици код Каполне, где је командовао десним крилом мађарске војске код Верпелета. Битка је изгубљена због лошег вођења војске и неодлучности Дембинског. Након наређења Дембинског о повлачењу, 1. марта Клапка је водио успешне позадинске акције против аустријског корпуса предвођеног Ладиславом фон Врбном код Егерфармоса.
Трећег марта био је један од вођа побуне у Тисафиреду мађарских официра незадовољних вођством Дембинског и приморао га је да поднесе оставку, подржавајући Гергејев избор у главну команду.
За своје победе против Шлика добио је 13. марта мађарско војно одликовање 3. класе.
Дана 28. марта, са само 29 година, добио је чин генерала.
Клапка је разрадио план Пролећног похода угарске војске, који је крајем маја, после низа победа, донео ослобођење готово целе Угарске од аустријских војски. Основна сврха плана била је да нападом са севера VII корпуса скрене пажњу аустријских команданата, док су остала три корпуса морала неопажено да крену са југа и да нападну са бока главни Аустријске трупе стациониране у Гедале.
Али Клапка је неплирано открио план непријатељу, што је могло изазвати катастрофу за мађарску војску. У почетку, победа мађарског VII корпуса предвођеног Андрашом Гашпаром против Шлика у бици код Хатвана 2. априла, навела је Виндиш-Граца да помисли да ће напад мађарских снага доћи из тог правца, али неуспели напад Клапкиног I корпуса против аустријског I корпуса предвођеног Јосипом Јелачићем у првој фази битке код Тапиобицске (послао је своје трупе у град без извиђања пре тога, да види има ли тамо непријатељских трупа, тако да су његове трупе упали у заседу непријатељске пешадије и коњичка бригада), приморао је III корпус на челу са Јаношом Дамјаничем да интервенише и да преокрене ток битке, због чега је аустријски фелдмаршал постао сумњичав и почео је да размиља да би главни мађарски удар могао доћи из других праваца, а не одакле је то очекивао.
Међутим, Јелачићев узалудан извештај Виндиш-Грацу да су његове трупе победиле у бици код Тапиобичке, преварио га је да помисли да су хрватског генерала напале само мање угарске снаге, па још увек није био сигуран одакле да очекује напад непријатеља. Надаље, Виндисш-Грац је био обавијештен о нападу једног мађарског одреда, 24. марта на Лошонца, који је заробио половину аустријског одреда од 500-600 људи, што га је навело да помисли да ће важне мађарске трупе напасти и са сјевероистока.. Али Клапкин напад креирао пробудио је свест код Виндиш-Граца о опасности која долази са југа, што се може сматрати његовом грешком.
У бици код Ишасега од 6. априла, првој одлучујућој бици Пролећног похода, након почетних успеха, Клапкин I корпус је потиснут од стране Јелачићевих надмоћнијих снага, што је Клапку поколебало и озбиљно размишљало да се повуче са бојног поља, пуштајући Дамјанићевог Сам III корпус, али долазак Гергеја и његово наређење да се одупре по сваку цену, затим долазак II корпуса на челу са Лајошем Аулихом, убедили су га да остане и бори се. На крају битке, јуриш Клапкиног I корпуса је потерао непријатеља од Исашега и донео победу Мађарима. Променљиво понашање Клапке током битке показало је да, упркос томе што је био добар стратег, стварао добре оперативне планове, што је омогућило да се у пролећној кампањи порази надмоћније царске трупе (55.000 Аустријанаца против 47.500 Мађара), његово оклевање је спречавало коначан исход битке. Током битке код Исазега Дамјанич је критиковао Клапку да је превише плашљив и обзиран према притужбама својих војника, уместо да буде решен и одлучан. Срећом, главни командант Горњодунавске војске (Feldunai Hadseregг) био је Горгеи, који је био најспособнији мађарски генерал да спроведе Клапкине планове, водио је војску на најбољи начин, умевши брзо да доноси исправне одлуке након кратког размишљања, веома одлучан у својим одлукама, не показујући оклевања ни пред најнеочекиванијим ситуацијама, па је захваљујући томе мађарска војска изашла као победник у пролећном походу.
Другу фазу кампање није разрадио Клапка, већ начелник Генералштаба Јожеф Бајер. Друга фаза Пролећног похода почела је лоше. Клапка, чији су војници послани да опколе непријатеља у Првој бици код Ваца, изгубила се по кишовито-магловитом времену ујутру 10. априла и није стигла на ратиште., али срећом Дамјаницх је поново успео да реши проблем и сам порази непријатеља. Али у осталим биткама ове фазе пролећног похода Клапка се истакао. У бици код Нађисала (19. априла) одиграо је водећу улогу у тој победи, на исти начин као и у бици код Комарома (26. априла).
Средином априла добио је мађарско војно одликовање 2. класе.
Тридесетог априла 1849. именован је за заменика министра војног уместо Гереја, који је предводио опсаду Будима (4-21. мај 1849). Већ првог дана у својој канцеларији у Дебрецину Клапка се сукобио са Шандором Петефијем, мађарским народним песником, тада мајором Армије Трансилваније под командом генерал-потпуковника Јозефа Бема. Узрок сукоба био је чланак који је Петефи написао у новинама Хонвед, у којем је објавио Бемово писмо против генерала Кароља Весеја, оптужујући га за велеиздају, кукавичлук и неспособност, јер није помогао Бему у његовом неуспелом покушају. да заузме тврђаву Темешвар. Чувши за то, Клапка и други мађарски генерали, који су били на Вечејевој страни, оптужили су Петефија да је недисциплинован, да се не облачи по војнику, да оцрњује мађарску војску у јавности и тако слаби вољу нације да се бори против непријатеља.
Клапка је био љут на Петефија и због некадашњих песникових сукоба са другим мађарским официрима и министрима војним попут генерал-потпуковника Антала Ветера и генерал-потпуковника Лазара Месароша (против којих је написао и сатиричну песму), па је песника укорио који је дошао у ратна канцеларија тражи дозволу да оде у тек ослобођену Пешту, да сахрани оца. На крају свађе, видевши да му Клапка неће дозволити да оде, Петефи је одмах дао оставку на војно звање и напустио војску. Након тога, мислећи да је ослобођен војничке дисциплине, Петеф је написао писмо Клапки, изјављујући да не може да поднесе увреде од Клапке, које вређају његово достојанство, и написао је песму Еги горомба таборнокра (О грубом генералу), у којој је име Клапка недостојан човек и слаб генерал. Клапка је због тога гонио Петефија, а када га је срео 14. маја у Пешти, ухапсио га је. Петефија је спасао генерал Артур Гергеј, коме је био омиљени песник; ослободио га је и послао депутацију састављену од официра да траже помиловање од Клапке у име Петефија.
Средином маја 1849. вест о предстојећој руској интервенцији проширила се по читавој Угарској и постала је неминовна потреба да се предузму мере против ове тешке опасности. Непријатељ је имао огромну бројчану предност над мађарском војском: руска и аустријска војска у нападу имале су 358 000 војника (плус још 75 000 војника у Галицији и Влашкој у резерви) и 770 топова наспрам 150 000 мађарских војника и 440 топова.
У другој половини маја Клапка је био одређен да изради план уједињене операције свих војски Мађарске. Према овом оперативном плану, главна армија под Герејем је морала да брани западну границу, док је војска Трансилваније под Јозефом Бемом морала да брани планинске превоје у источним Карпатима, али је у исто време морао да сломи и румунску побуну од Западни Карпати, да заузму тврђаве Алба Јулија и Деву, затим да нападну ка западу, заузму Тителски брег, ослободи Петроварадин, затим напредују до Јадранског мора, или до Западног фронта. Иако је Савет министарства прихватио план 20. маја, овај план операције наишао је на оштре критике Гергеја и Бема, који су га оптужили да не брине за непосредну руску интервенцију која је претила са севера и са истока, као и да су генерал-потпуковник Бем и Генерал Мор Перцел је био одређен за извођење војних акција које су превазилазиле њихове капацитете, док су остали мађарски корпуси били осуђени на готово потпуну неактивност. Бем је изјавио да неће изводити војне акције које су му наметнуте планом операције и да ће остати у Трансилванији да је брани од неминовног руског напада, док је Горгеи рекао да је једино исправно да одмах нападне свим снагама. на западном фронту према Бечу, да разбије аустријску војску пре него што су Руси могли да интервенишу. Као резултат ових реакција и почетка руске интервенције 15. јуна 1849, његов оперативни план није спроведен.
У јуну, када је Гергеј преузео његове дужности у министарству војном, Клапка га је заменио у команди Горњодунавске војске, поверен му је, заједно са начелником генералштаба пуковником Јожефом Бајером, да нападне царске снаге предвођене Фелдмаршал Јулијус Јакоб фон Хајнау у области реке Ваг, и потиснеих према Позоњу и Бечу, али су 16. јуна поражени од Аустријанаца у бици код Жигарда. Међу разлозима пораза било је то што Клапка није толерисао да шеф Централног оперативног бироа, пуковник Јожеф Бајер, има власт над њим. Њихова неслагања и контрадикторна наређења утицали су на већ слабе шансе мађарских трупа за успех током битака код Жигарда, Ихаша и Ђера. Када је Гергеј преузео главну команду, у бици код Переда од 20. до 21. јуна 1849, Клапка је имао задатак да нападне са осмим корпусом Аустријанце у Чалокозу, али су његове трупе биле принуђене да се повуку првог дана битке за Алсониарасд. Ипак, на крају битке Клапкине трупе су обезбедиле повлачење мађарске војске, обезбеђујући мост од Азодпуште.
Током Друге битке код Комарома 2. јула, Клапка је командовао левим крилом мађарске војске, повлачећи се у почетку од Осења, али је на крају битке, после жестоких борби, поново заузео важан локалитет од аустријског IV корпуса предвођеног генералом Лудвигом фон Бенедеком. На крају ове битке Гергеј је био тешко рањен, а Клапка је поново преузео команду од њега, све док поново није могао да предводи војску. Током овог периода, под вођством Клапке, мађарски официри су одлучили да се супротставе одлукама мађарске владе, која је захтевала хитно повлачење војске из Комарома и смењивање Горгеја са команде Горњодунавске војске. Клапка и официри су одбили да испуне оба ова наређења, приморавајући владу да прихвати њихову одлуку да остане неколико дана у Комарому, и да Гергеја задржи за команданта. Клапка је 7. јула, по наређењу Кошута, послао I. корпус на челу са генералом Нађшандором према Сегедину, али када је Гергеј то приметио, поднео је оставку на чело Горњодунавске војске, у знак протеста против ове одлуке донете без његово знање. Чувши за то, Клапка је наредио I. корпусу да се врати у Комаром, због чега је Гергеј повукао своју одлуку, остајући командант војске.
Дана 11. јула, пошто Гергеј још увек није могао да предводи војску, Клапка је командовао мађарским снагама у Трећој бици код Комарома. Морао је да спроведе Кошутов план, подржан и од Гергеја, да разбије аустријску блокаду на Комарому, а затим се са три корпуса повуче према Јужној Угарској, где је Кошут намеравао да концентрише мађарске трупе. Мађари су покушали да пробију аустријску блокаду са Запада против Комара, али је, због неактивности двојице команданата корпуса, битка изгубљена. Клапка је ову битку водио без много одлучности јер није разумео разлог за напад на аустријску војску, када је после битке, без обзира на њен исход, главнина угарске војске морала да се повуче ка Сегедину. У овој бици, Клапкин главни циљ је био да избегне губитак превеликог броја мађарских војника.

### Клапкин херојски „последњи човек“ као бранилац Комара
12–13. јула, када се, под Гергејевом командом, Горњодунавска војска повлачила из Комарома на исток, Клапка је остао са II и VIII корпусом (око 18.300 војника) у Комарому, са обавезом да брани по сваку цену. тврђаву и да око ње „веже“ што већи број непријатељских трупа спречавајући их да учествују у походу на угарске војске.
Као капетан опкољене тврђаве, одсечен од осталих мађарских војски, Клапка је одлучио да се херојски супротстави надмоћнијем непријатељу, да пружи отпор док се ништа више не може учинити, а ако би био приморан да напусти Комаром, урадиће то само са чашћу. У јулу је написао ово:
Већ кажем: без обзира каква ће бити ситуација, можемо само часно напустити ово место, или ћемо заједно бити сахрањени под рушевинама ове [тврђаве]. Живела Отаџбина, и њена јуначка војска!
До 23. јула овај задатак је успешно испуњен, присиљавајући 28.000 царских војника да обезбеде тврђаву, али је тада половина ових трупа послата у Пешту. Дана 25. јула, мађарска јуришничка јединица заузела је дилижансу у којој су пронашли документе са списком царских трупа око Комарома, из којих је Клапка схватио да су његове трупе у тврђави биле бројније од опсадника, а пошто су царске трупе биле подељене, налазећи се на обе обале Дунава, што их је спречавало да при нападу помажу једни другима, имао је прилику да темељно порази непријатеља.
У ноћи између 29. и 30. јуна Клапка је послао трупе на леву обалу Дунава, протеравши аустријске трупе са северозапада Комарома. У ноћи 3. августа 1849. Клапка је лично повео мађарске трупе на десну обалу Дунава, напао аустријску блокаду око тврђаве, разбио царске снаге које је предводио поручник фелдмаршал Антон Чорих у Четвртој бици код Комарома, узрокујући им 1.500 жртава, заробљено 30 топова, много хиљада пушака, муниције и читаво стадо волова. Ово је била последња важна битка коју су Мађари добили у Мађарском рату за независност. После битке Клапкине трупе су напредовале на запад и заузеле град Ђер, ослобађајући огромну територију од северног прекодунавског простора, пресецајући везе и линије снабдевања између Беча и трупа које је предводио Хајнау у централној Угарској. Чувши вест о овој победи, грађани Стоног Београда су се побунили против окупаторских аустријских снага и отерали их. Клапка је започео регрутацију са ослобођених територија, чиме је додао 5.000-6.000 нових регрута у његове трупе, и планирао је да нападне аустријску покрајину Штајерску.
Међутим, 11. августа је добио вест о катастрофалној ситуацији на другим фронтовима и обуставио је своје операције. Схватио је да је његова победа остварена прекасно да би променила судбину мађарског рата за независност. Два дана након тога, 13. августа 1849. године, 10 дана након Клапкине победе, главна мађарска војска коју је предводио Артур Гергеи предала се пред руским трупама на ливади Соле код села Вилагош.
Клапка се, заједно са својих 25.000 војника, повукао 15. августа у Комаром. 19. августа аустријске и руске трупе стигле су у тврђаву и почеле да је окружују; 14. септембра број Аустријанаца достигао је 44.000 војника и 154 топа, а Руси 12.000 војника и 56 топова. Аустријанци су потом и Руси тражили предају тврђаве, али су Клапка и мађарски војни савет одбили. Захваљујући интервенцији у преговорима хабзбуршког министра одбране Ференца Ђулаја, који је и сам Мађар, 21. августа потписано је 14-дневно примирје, које је омогућило Клапки да пошаље четири комесара да путују по читавој Мађарској како би се уверили о војној ситуацији у земљу, и да буде сигуран да је мађарска војска изгубила рат за независност.
Након што су се комесари вратили са вестима о предаји мађарске војске и већине тврђава, уместо да одлуче и на предају, као што су се надали Аустријанци и Руси, браниоци Комарома постали су борбенији и желели су још више од пре, да наставе своју борбу. Клапка је наредио да се формирају нови батаљони и једна дивизија и да се ојачају ровови око тврђаве. Чак је основао јединицу личне гарде коју су чинили гренадири.
Током аустро-руске опсаде мађарски композитор Бени Егреси, који се налазио у опкољеном Комарому, написао је Клапки марш, у част генерала. Овај војни марш се данас често игра током војних парада у Мађарској. Текст марша под називом Fel, fel vitézek a csatára (Устаните, устаните војници у битку) написао је много касније, 1861. године, Калман Тали.
Крајем августа све покретне мађарске трупе су се предале, као и тврђаве, са изузетком Петроварадина, који је брањен до 7. септембра. Само је тврђава Комаром одбила да се преда. Дана 5, 7, 10, 25. и 27. септембра мађарски браниоци су се успешно борили против непријатељских трупа, а мађарски хусари су извели успешне борбе против опсадне војске. На пример, 5. септембра 300 хусара, које је лично предводио Клапка, разбили су руску козачку јединицу у бици код Хетенија.
Видевши да нису имали успеха у покушајима да силом заузму тврђаву, Аустријанци су покушали да одвуку пажњу, покушавајући да смање морал, борбеност и јединство бранилаца. У тврђаву су слали различите летке, лажне извештаје, наредбе, којима су браниоце покушавали да убеде на издају, побуну, одбијање да испуне наређења или дезертирање, обећавајући им у замену амнестију. Овај метод је имао извесног успеха, јер се број дезертера повећао, а Клапка је био принуђен да предузме драстичније мере против дезертерства. Као резултат тога, 15 мађарских дезертера јавно је погубљено на главном тргу у Комарому.
Аустријанци су чак платили убицу да убије Клапку, по имену Фехерхеђи, наводно рођен у држави Њујорк. Ухваћен је пре него што је успео да изврши атентат на Клапку. Код њега је пронађено акредитивно писмо аустријског официра потпуковника Хојоса, које је показало да је радио за Аустријанце. Фехерхеђи је осуђен на смрт пред војним судом и погубљен.
Аустријанци су наставили да шаљу захтеве за предају, а 19. септембра мађарски војни савет Комарома одлучио је да настави разговоре са Аустријанцима. Неки од официра су били против тога и сплеткарили су против Клапке, али су ухваћени и стављени у затвор. Клапка је упутио захтев опсадницима тражећи од Аустријанаца да дају потпуну амнестију за све људе из Мађарске, који су учествовали у револуцији и у рату за независност, и да ослободе ратне заробљенике. Вероватно је Клапка знао да се ови услови не могу прихватити, али је желео да освоји време, надајући се новом мађарском устанку или страној помоћи. Он се такође надао да ће овим претераним захтевима успети да издејствује бар амнестију за браниоце Комарома. Ово је одбијено, поручник фелдмаршал Антон Чорић је захтевао безусловну предају, па су Мађари одлучили да наставе отпор. У Комаром је 26. септембра стигао главни командант аустријских снага Јулијус Јакоб фон Хајнау, преузео вођство над опсадним снагама и наредио општи напад на тврђаву, али је мађарска артиљерија и хусарска ескадрила лако одбили. Ово је био последњи војни ангажман у Мађарском рату за независност 1848–1849.
Хајнау је схватио да ће заузимање Комарома бити веома тежак и дуг задатак који ће изазвати хиљаде мртвих међу његовим трупама, па је одлучио да тражи компромис са Клапком и браниоцима.
Коначно, 27. септембра 1849. делегација бранилаца договорила се са фелдмаршалом Хајнауом о условима капитулације тврђаве. Ови услови су били следећи:
- Војници су могли отићи без оружја, док су официри могли отићи задржавајући своје;
- Они официри који су пре Мађарског рата за независност били у аустријској војсци, добили су пасош за напуштање земље;
- Они који нису хтели да оду могли су да се врате кући, без кривичног гоњења;
- Они мађарски официри који пре рата нису били у аустријској војсци могли су да се врате кући, могли су слободно да раде у било којој струци, започињу послове, али им је било забрањено поновно регрутовање у војску;
- Бивши војници хабзбуршке војске добили тоталну амнестију;
- Они који су желели да напусте земљу, морали су да траже пасоше за 30 дана;
- Официри су примили плату за 30 дана, а обични војници за 10 дана у аустријским новчаницама [34] (еквивалентно 500 000 форинти)[4]
- Ваучери које су војници и Комаромци користили као новац током опсаде, откупљивали би се у аустријским новчаницама;
- Осакаћени, болесни и рањени људи и војници који су били у болницама у Комарому добијали би лекарску помоћ;
- Сви би задржали своје личности и реалности.[34]

Амнестија коју су дали Аустријанци односила се само на војнике, али је Клапка знао да би цивилно становништво, интелектуалце или политичаре, који су живели или се повлачили иу Комарома, који су учествовали у мађарској револуцији и политици, могли да буду гоњени од стране Аустријанаца након предаје Комарома. Па је свима њима дао војне потврде. Између 2. и 5. октобра 1849. Клапка је предао тврђаву Хајнауу, чиме је окончан мађарски рат за независност.
Пре предаје тврђаве 2-4. октобра, Клапка се опростио од својих војника кратким говором.
Мађарске трупе су 2. октобра почеле да евакуишу једно по једно утврђења и различите зграде тврђаве и града. Војници су формирали редове испред Старфора, док је војни оркестар свирао Клапка марш. Онда је дошао Клапка, који је јахао испред њихових редова, па је стао на средини и опростио се од њих. Затим су војници сложили своје оружје у хрпе и опростили се једни од других. На крају су сви добили Geleitschein (папире о безбедном понашању), што им је гарантовало потпуну слободу и имунитет.
Урадили смо што људски капацитети могу остварити, и ми стојимо пред Господом и светским судовима без стида.
I историји европских револуција 1848-1849, само су Комаром и Венеција одложили своје оружје уз тако повољне услове. Капитулација Комарома је последњи догађај из Мађарске револуције и рата за независност и последње место у европским револуцијама 1848-1849, које су окончале отпор уједињеним снагама монархија.
Капитулација Комарома од стране Клапке била је последњи војни догађај европских револуција 1848-49.

## Изгнанство
Клапка је одмах напустио земљу и од тада је живео дуги низ година у изгнанству, прво у Енглеској, а потом углавном у Швајцарској. Постао је швајцарски држављанин, настанио се у Женеви и почео да ради у финансијским службама, поставши чак и посланик у швајцарском парламенту. Отишао је у Истанбул, радећи у банци. Наставио је свим средствима у својој моћи да ради за независност Мађарске, посебно у тренуцима европских ратова, као што су 1854, 1859. и 1866. године, у којима му се чинило да апел на оружје обећава успех. Користећи своју међународну репутацију великог мађарског генерала, стечену у штампи европских земаља, постао је нека врста „лутајућег амбасадора“ мађарске ствари, покушавајући да придобије присталице за почетак новог мађарског слободарског рата.
Покушао је да створи савез са државама и народима који су били суседи Мађарске, попут Кнежевине Србије или Молдавије и Влашке, и подржао је Пољски устанак 1863–1864 против Русије. Године 1859, Александар Џон Куза, први владар Уједињених Кнежевина Влашке и Молдавије, понудио је генералу Клапки војну подршку тражећи повољну реконфигурацију ситуације других народа у Хабзбуршком царству (укључујући Румуне): „У мају 1859. потписана су два споразума потписан између Александра Јоана Кузе и генерала Клапке, команданта мађарских револуционара, којим се А. I. Куза обавезује да ће набавити и обезбедити оружје мађарским револуционарима, помажући им против Аустрије, истовремено постављајући принципе за помирење међу народима Аустрије. Током Кримског рата (1853-1856), османска влада је хтела да га постави за команданта војске, али су се одрекли своје идејена протесте Аустрије.

### Мађарски корпус
Током Другог италијанског рата за независност (1859) искористио је свој утицај да помогне Лајошу Кошуту да се састане и потпише споразум са Наполеоном III, да 1862. организује у Италији Мађарску легију од мађарских војника из Италије, која је морала да провали у Угарску, и тамо организује побуну против Хабзбурга. Клапка, који је постао члан Мађарске националне дирекције (Магиар Немзети Игазгатосаг), која је обављала улогу мађарске владе у егзилу. Клапка је био одређен да организује, а затим води Угарску легију Италије али Наполеону није било у интересу да уништи Хабзбуршко царство, па је после битке код Солферина закључио мировни уговор са Хабзбурговцима, не питајући Италијане или мишљење Мађара. Као резултат тога, мађарска легија се распала, а Клапка је протестовао због тога пензионисањем. Све више је био разочаран Кошутовом улогом и активношћу у вођењу борбе за мађарску ствар у Европи, сматрајући да је Кошутова политика осуђена на пропаст.
Када је избио Аустро-пруски рат из 1866. године, мађарски политичари и официри у егзилу договорили су се са министром председником Пруске Отом фон Бизмарком да формирају Мађарску легију, која је морала да се бори против Аустрије, и подигне национални устанак у Мађарској. Једини проблем је био што су му Пруси прекасно дали пристанак да организује мађарску легију, после одлучујуће победе над Аустријанцима у бици код Садове. Клапка је поново био одређен да организује мађарски корпус у Шлезији и као генерал-мајор да га води у Мађарску. Окупио је 1.500 војника из ратних заробљеника и добровољаца, организујући их у пешадијски батаљон, хусарску чету и батерију. Када је 26. јула обављено благосиљање заставе Легије у Нису, прелиминарни пруско-аустријски преговори о прекиду ватре су већ почели. У овој ситуацији Клапка је имао јаке сумње у шансе за успех без пруске подршке. О примирју је обавештен када се спремао да пређе мађарску границу, а Пруси су га замолили да се повуче, и прекине своје војне акције. Али он је то одбио и прешао је шлеско-моравско-мађарску границу у долини Моравке и у 14 часова 2. августа (или 3. августа, према Жолту Вестроцију) ушао на територију Мађарске преко превоја Јаблонка.
Напредовао је до Турзофалве, али словачко становништво које је тамо живело није хтело да се придружи његовим трупама. Тада су Клапкиних 1.500 војника дочекале много надмоћније аустријске трупе, које су покушале да га опколе, па је, да би побегао, морао да се повуче назад у Шлезију. Клапка је протестовао због издаје Пруса, пензионисао се и поново је распуштена Угарска легија.
Након аустроугарског компромиса 1867. Клапки је дозвољен повратак у своју домовину, али као и у случају Артура Гергеја, аустријски цар Франц Јозеф I није му дозволио да се придружи војсци, јер није опростио његов покушај похода на Угарску из 1866. Као резултат тога, Клапка се окренуо политици, између 1868. и 1872. године постао је члан десничарске Деакове партије, бивајући изабран у мађарски парламент за посланика Илаве, тада његовог родног града Темешвара. Није често говорио са проповедаонице, већ је уређивао политички часопис. Године 1868. постао је председник удружења мађарских ветерана 1848–1849.
Након неког времена повукао се из политике и окушао срећу у привреди, проводећи време у Истанбулу и Ђенови, где је оснивао послове.
Године 1864. оженио се са Инез Мартом д'Арбуен, ћерком енглеског бизнисмена који се настанио у Бриселу. Населили су се у Француској и имали два сина и ћерку: Ђерђа, Ерноа и Марту. У овом периоду Клапка је велики део свог времена провео у Коњаку.
Од 1870-их Клапка није могао да издржи носталгију, па се вратио у Мађарску. Дочекан је као широко прихваћен од народа, нуђено му је да се врати у политику, али је одбио и наставио да ради у финансијама.
1877. покушао је да убеди Мађарску да покрене рат против Руса како би помогао Османлијама. Током Руско-турског рата (1877–1878) постао је војни саветник османске војске.
Последњих година живота живео је у хотелу Надвојвода Јосиф (Јозсеф Фохерцег Сзаллода) у Будимпешти . Преминуо је 17. маја 1892. у Будимпешти. Његов ковчег је до гробља испратила огромна гомила која је певала Клапкин марш. Прва шака земље која је бачена на његов ковчег однета је из Комарома, тврђаве коју је тако херојски бранио 1849. године Сахрањен је на гробљу Керепеши у Будимпешти. Спомен-обележје је подигнуто у његову сећање у Комарому 1896. године и градски музеј је добио његово име.
Хваљен је као вешт и способан војни командант.

## Дела
Написао је следећа дела:
- Memoiren von Georg Klapka, April bis October 1849. Leipzig O. Wigand. 1850. Лајпциг, 1850 (на немачком) (цело дело)
- Der Nationalkrieg in Ungarn und Siebenbürgen in den Jahren 1848 und 1849. Leipzig, O. Wigand. 1851. Лајпциг, 1851 (на немачком) (цело дело)
- Der Krieg im Orient in den Jahren 1853 und 1854 bis Endre Juli 1855. Eine historisch-kritische Skizze der Feldzüge an der Donau, in Asien und in der Krim, mit einem Blick auf die mögliche Wendung der künftigen Kriegsereignisse. [мртва веза] Geneva, 1855. (на немачком) (цело дело)
- The eastern question. превод са немачког језика. Лондон. (1877)
- Emlékeimből Függelékül: gróf Teleki László levelei. Bpest, 1886. arczk. Bud. Szemle XLV. 1886 (на мађарском) (цело дело)

Овде су поменута само оригинална издања на језику на кокем их је Клапка писао. Ове књиге су врло брзо преведене на енглески, француски, немачки и мађарски.
Осим наведених, написао је многе чланке у мађарским и страним новинама и часописима, као што су: <i id="mwAtk">La Presse</i> из Париза, Independence из Брисел, и Pesti Napló, Századunk, Honvédmenház Könyve, Pesti Hirlap, Nemzet, Budapesti Szemle, Ország-Világ, новине и часописи.

## Наслеђе
Као што је раније поменуто, 1849. године, Бени Егреси је написао Клапкин марш као почаст Клапки као великом команданту и мађарском патриоти.
Писац Џером Клапка Џером, најпознатији по Три човека у чамцу, добио је име по њему јер је његов отац био импресионирам статусом Ђерђа Клапке као великог генерала и патриоте, када је Клепка боравио у Великој Британији.